# Tomáš Babák
Tomáš Babák (né le 28 décembre 1993), est un joueur de handball tchèque. Il évolue au poste de demi-centre au club du TSV St. Otmar Saint-Gall et en équipe nationale de République tchèque.

## Palmarès
- Vainqueur du Championnat de République tchèque (1) : 2013
- Meilleur buteur du Championnat de République tchèque (1) : 2013
- Élu meilleur joueur du Championnat de République tchèque (1) : 2013